# Zeta Corvi
Zeta Corvi (ζ  Corvi, förkortat Zeta Crv, ζ    Crv) som är stjärnans Bayerbeteckning, är en ensam stjärna belägen i den södra delen av stjärnbilden Korpen. Den har en skenbar magnitud på 5,21 och är svagt synlig för blotta ögat där ljusföroreningar ej förekommer. Baserat på parallaxmätning inom Hipparcosuppdraget på ca 7,9 mas, beräknas den befinna sig på ett avstånd på ca 420 ljusår (ca 127 parsek) från solen.

## Egenskaper
Zeta Corvi är en blåvit stjärna i huvudserien av spektralklass B8 V och är en Be-stjärna, som har väteemissionslinjer i dess spektrum vilka tyder på att den har en omslutande stoftskiva. Den har en massa som är ca 3,4 gånger större än solens massa och utsänder från dess fotosfär ca 191 gånger mera energi än solen vid en effektiv temperatur på ca 10 700 K.
Separerad med 7 bågsekunder från Zeta Corvi ligger stjärnan HR 4691. De två kan vara en optisk dubbelstjärna eller en verklig dubbelstjärna med en separation på minst 50 000 astronomiska enheter. Stjärnorna har en omloppsperiod på 3,5 miljoner. HR 4691 är i sig en dubbelstjärna, bestående av en åldrande gulorange jättestjärna, vars spektraltyp har beräknats till K0 eller G3, och en huvudseriestjärna av typ F.